# Cativé
Cativé es un corregimiento del distrito de Soná en la provincia de Veraguas, República de Panamá. La localidad tiene 822 habitantes (2010).